# 日高カントリークラブ
日高カントリークラブ（ひだかカントリークラブ）は、埼玉県日高市にあるゴルフ場である。

## 概要
「日高カントリークラブ」は、埼玉県の中南部、関東平野の西端に位置しおおむね平坦で、外秩父山地の東麓で丘陵地が広がっている、そのために人気のゴルフ場が点在し、戦後の高度経済成長を経て、東京のベッドタウンとして人口が増加しているそうしたロケーションの所にある。
1950年（昭和25年）代後期、新たなゴルフ場の建設に向けて、建設用地の日高町高萩地区に、コース設計を相馬正胤に依頼し、27ホール規模のゴルフ場の造成工事が着工され、 1961年（昭和36年）1月23日、「日高カントリークラブ」27ホールの造成工事が完了し、開場された。
相馬は植物学者で、英国留学が長くゴルフの知識も深かった。相馬のコース設計の特徴は、樹林を多く残した林間コースの設計が評価が高かった。
コースは、武蔵野の自然の風土や地形に合わせたレイアウトされたコースデザインで、落ち着きのある伝統を感じるフラットな林間コースで、松など丈の高い樹木でセパレートされているためにフェアウェイを狭く見せているがゆるやかなアンジュレーションからなるフェアウエイには十分な広さがあり、各ショットはのびのびと打つことができる。またグリーンに近づくにしたがって狙い幅が狭くなるようにガードバンカーがきいていて意外にスコアをまとめにくい。
日高カントリークラブ、埼玉県のコースレートランキングではベスト5に入っており、埼玉県を代表するコースの一つである。また、環境活動にも力を入れており、ISO9001を取得し、環境にやさしいエコゴルフ場への積極的な活動を行っている。

## 所在地
〒350-1213 埼玉県日高市高萩1203番地

## コース情報
- 開場日 - 1961年1月23日
- 設計者 - 相馬 正胤
- 面積 - 920,000m2（約27.8万坪）
- コースタイプ - 林間コース
- コース - 27ホールズ、パー108、10,085ヤード、コースレート、東・西コース72.7、西・南コース70.9、南・東コース70.6
- フェアウェー - コウライ
- ラフ - ノシバ
- グリーン - 2グリーン、ベント
- ラウンドスタイル - キャディ付 歩行
- 練習場 - 15打席200ヤード
- 休場日 - 毎週月曜日、12月31日、1月1日[3]

## クラブ情報
- ハウス設計 - レーモンド設計事務所
- ハウス施工 - 株式会社 熊谷組[3]

## ギャラリー
- コース - 「日高カントリークラブ」、コースガイド、2021年10月17日閲覧
- ハウス - 「日高カントリークラブ」、施設紹介、2021年10月17日閲覧

## 交通アクセス
鉄道
- 西武新宿線 - 狭山市駅より クラブバス利用 約20分
- 川越線 - 武蔵高萩駅より 徒歩 約12分[4]

道路
- 圏央自動車道 - 狭山日高ICより 3Km 約5分
- 関越自動車道 - 川越ICより 11Km 約25分[4]

## 関連文献
- 『ゴルフ場ガイド 東版』、2006-2007、「日高カントリークラブ」、東京 ゴルフダイジェスト社、2006年5月、2021年10月17日閲覧